# Luiza Erundina
Luiza Erundina de Sousa (IPA: [luˈizɐ ɛrũˈdjinɐ dʒi ˈsowzɐ]) (Uiraúna, 30 novembre 1934) è una politica e attivista brasiliana.
È stata la prima donna e la prima di un partito di sinistra (il PT) ad essere eletta sindaco di San Paolo.

## Biografia
Dopo aver conseguito la laurea all'Universidade Federal da Paraíba, ha svolto la professione di assistente sociale. Attivista antifascista ai tempi del governo militare, è poi entrata in politica nel 1980. Nel 2012 si è candidata a vicesindaco di San Paolo, ma dopo l'alleanza del PT con Paulo Maluf ha declinato l'invito, pur continuando ad appoggiare Fernando Haddad.
Attualmente milita nel PSOL.